# Див
Вижте пояснителната страница за други значения на Див.
Див и диви в славянската митология са две абсолютно различни неща, които често биват смесвани и бъркани.
Див е едно от наименованията на бога сътворител Род, и произхожда от праиндоевропейската дума за бог – *dyēus, което вероятно е било името и на първичния върховен бог в религията на индоевропейците.
Много по-късна митологична идея, характерна само за славянската митология, е тази за дивите люде, които в някои източници биват наричани просто диви, а в ед.ч. и див. Дивите са злотворни човекоподобни демони с животински глави или лапи.
В изследванията на славянския фолклор двете понятия често се бъркат и това е причина за възникването на някои противоречия, относно ролята на бог Род и неговия характер. Някои учени разглеждат всички източници, споменаващи 'Див', като отнасящи се до бога сътворител и поради това го описват като второстепенен демон.